# NGC 2590
NGC 2590 este o emission-line galaxy⁠(d) situată în constelația Hidra. A fost descoperită în 26 februarie 1878 de către Édouard Stephan⁠(d). Se află la o distanță de 64,57 de megaparseci de Pământ.